# Resolución de la Asamblea General de las Naciones Unidas
Una resolución de la Asamblea General de las Naciones Unidas es una decisión o declaración votada por todos los Estados miembros de las Naciones Unidas en la Asamblea General.
Las resoluciones de la Asamblea General generalmente requieren una mayoría simple (50 por ciento de todos los votos más uno) para ser aprobadas. Sin embargo, si la Asamblea General determina que la cuestión es una "cuestión importante" por mayoría simple de votos, entonces se requiere una mayoría de dos tercios; "Cuestiones importantes" son aquellas que tienen que ver significativamente con el mantenimiento de la paz y la seguridad internacionales, la admisión de nuevos miembros a las Naciones Unidas, la suspensión de los derechos y privilegios de membresía, la expulsión de miembros, el funcionamiento del sistema de administración fiduciaria o cuestiones presupuestarias. .
Aunque las resoluciones de la Asamblea General generalmente no son vinculantes para los Estados miembros, las resoluciones internas pueden ser vinculantes para el funcionamiento de la propia Asamblea General, por ejemplo con respecto a cuestiones presupuestarias y de procedimiento.

## Seleccionar lista de resoluciones de la Asamblea General
- 1946
  - Resolución 1: Estableció la Comisión de Energía Atómica de las Naciones Unidas (UNAEC) "para abordar los problemas planteados por el descubrimiento de la energía atómica" y se le encomendó la tarea de "hacer propuestas específicas... para la eliminación de los armamentos nacionales de las armas atómicas y de todas las demás grandes armas adaptables a la destrucción masiva", entre otras cuestiones relativas a la tecnología nuclear.
  - Resolución 39: Relaciones de los Miembros de las Naciones Unidas con la España franquista.
  - Resolución 40: Procedimiento de votación en el Consejo de Seguridad.
  - Resolución 64: Establecimiento del Consejo de Administración Fiduciaria.
  - Resolución 95: Afirmación de los principios de derecho internacional reconocidos por el Estatuto del Tribunal de Nuremberg
  - Resolución 96: El crimen de Genocidio.
  - Resolución 100: Sede de las Naciones Unidas.
- 1947
  - Resolución 177: Se ordenó a la Comisión de Derecho Internacional que "formulara los principios de derecho internacional reconocidos en el Estatuto del Tribunal de Nuremberg y en la sentencia del Tribunal". Esto resultó en la creación de los Principios de Nuremberg.
  - Resolución 181: La 'resolución de partición' de la Asamblea General de las Naciones Unidas de 1947 sobre el Mandato Británico de Palestina.
- 1948
  - Resolución 194: Recomienda el "Derecho de retorno" para los refugiados palestinos.
  - Resolución 217: Declaración Universal de Derechos Humanos
  - Resolución 260: Convención para la Prevención y la Sanción del Delito de Genocidio.
- 1949
  - Resolución 273: Admite al Estado de Israel como miembro de las Naciones Unidas.
  - Resolución 289: Sobre la cuestión de la disposición de las antiguas colonias italianas: recomendando que Libia sea independiente a más tardar el 1 de enero de 1952[1]
  - Resolución 303: Sobre la cuestión de un régimen internacional para el área de Jerusalén y la protección de los Lugares Santos: reafirmó la postura de las Naciones Unidas sobre el corpus separatum para Jerusalén.
- 1950
  - Resolución 377 A: La Resolución "Unidos por la Paz"
  - Resolución 491: Admisión de Indonesia como miembro de las Naciones Unidas.
- 1951
  - Resolución 498: llamando a la República Popular China a cesar todas las hostilidades en la península de Corea... sus fuerzas armadas continúan su invasión de Corea y sus ataques a gran escala contra las fuerzas de las Naciones Unidas allí... ha participado en una agresión en Corea [2][3][4]
  - Resolución 500: Recomendar un embargo comercial general contra la República Popular China y Corea del Norte por su agresión en Corea[4]
- 1952
  - Resolución 505: Amenazas a la independencia política y la integridad territorial de China (República de China) y a la paz del Lejano Oriente, como resultado de violaciones soviéticas del Tratado de Amistad y Alianza Sino-Soviético del 14 de agosto de 1945 y de violaciones soviéticas de la Carta de las Naciones Unidas
- 1955
  - Resolución 977 (X): Establecimiento del Cementerio Conmemorativo de las Naciones Unidas en Busan, Corea del Sur, para las víctimas del Comando de las Naciones Unidas en la guerra de Corea.[5]
- 1956
  - Resolución 997 (ES-I): Cuestión considerada por el Consejo de Seguridad en sus reuniones 749.ª y 750.ª, celebradas el 30 de octubre de 1956. (véase también: Crisis de Suez)
- 1960
  - Resolución 1514: Declaración sobre la concesión de la independencia a los países y pueblos coloniales.
  - Resolución 1541: Definición de Naciones Unidas de qué es una colonia y qué es la autodeterminación. Principios que deberían guiar a los Miembros a la hora de determinar si existe o no la obligación de transmitir la información requerida en virtud del Artículo 73 e de la Carta.
- 1961
  - Resolución 1631: Admisión de Mauritania como miembro de las Naciones Unidas.
- 1962
  - Resolución 1761: Sanciones recomendadas contra Sudáfrica en respuesta a la política de apartheid del gobierno.
- 1963
  - Resolución 1962: Una de las primeras resoluciones que gobernaron el espacio ultraterrestre.
  - Resolución 1991: Enmendó la Carta de la ONU, ampliando el Consejo de Seguridad a quince miembros.
- 1971
  - Resolución 2758: Expulsó a los representantes colectivos de Chiang Kai-shek y lo reemplazó por los representantes de la República Popular China. También reconoció a la RPC como la única autoridad legal de China. (Ver China y las Naciones Unidas)
- 1972
  - Resolución 3010: Adoptada para hacer del año 1975 Año Internacional de la Mujer.
- 1973
  - Resolución 3068: Convención Internacional sobre la Represión y el Castigo del Crimen de apartheid adoptada y abierta a la firma y ratificación mediante la Resolución 3068, 30 de noviembre de 1973, y entró en vigor el 18 de julio de 1976.
- 1974
  - Resolución 3275: Adoptada en 1975, Año Internacional de la Mujer, como un período de intensificación de la acción en materia de igualdad de derechos y reconocimiento de la mujer. Resolución
  - 3314: Agresión definida.
- 1975
  - Resolución 3379: El sionismo es una forma de racismo y discriminación racial; revocado por la Resolución 46/86.
  - Resolución 3520: Adoptó el Plan de Acción Mundial y resoluciones relacionadas de la Conferencia del Año Internacional de la Mujer.
- 1976
  - Resolución 31/72: Adoptó la Convención de Modificación Ambiental de 1977
  - Resolución 31/136: Adoptó el período de 1976 a 1985 como Decenio de las Naciones Unidas para la Mujer: Igualdad, Desarrollo y Paz.
- 1978
  - Resolución 33/75: Insta al Consejo de Seguridad, especialmente a sus miembros permanentes, a tomar todas las medidas necesarias para garantizar las decisiones de la ONU sobre el mantenimiento de la paz y la seguridad internacionales. Estados Unidos e Israel fueron los únicos que no votaron.
- 1979
  - Resolución 34/37: Deploró la ocupación marroquí del Sáhara Occidental e instó a ponerle fin.
- 1981
  - Resolución 36/3 de la Asamblea General de las Naciones Unidas: Admisión de Belice como miembro de las Naciones Unidas.[6]
- 1989
  - Resolución 44/34: La Convención de Mercenarios de la ONU
- 1991
  - Resolución 46/86: derogó la Resolución 3379.
- 1992
  - Resolución 47/90, adoptada el 16 de diciembre de 1992,[7] la primera de una serie de resoluciones relativas a las cooperativas en el desarrollo social enumeradas en la Resolución 62/128 (ver más abajo).
- 1993
  - Resolución 47/121: condenó la limpieza étnica de los musulmanes bosnios por parte de los serbios de Bosnia como genocidio (catorce años después, la Corte Internacional de Justicia dictaminó en el Caso del Genocidio de Bosnia de 2007 que la limpieza étnica no era suficiente en sí misma para ser genocidio, pero que también debe haber un intento de matar a una parte sustancial del grupo objetivo por parte de los perpetradores).
  - Resolución 48/114: Asistencia internacional de emergencia a refugiados y personas desplazadas en Azerbaiyán.
- 1998
  - Resolución 53/176 sobre medidas contra la corrupción y el soborno en las transacciones comerciales internacionales, 15 de diciembre de 1998 [8]
- 2000
  - Resolución 54/205, Prevención de prácticas corruptas y transferencias ilegales de fondos, 27 de enero de 2000 [9]
  - Resolución 55/56: Introdujo un proceso para certificar el origen de los diamantes en bruto de fuentes libres de conflictos
- 2003
  - La Resolución 58/76 sobre Disposiciones Legislativas Modelo sobre Proyectos de Infraestructura con Financiación Privada de la Comisión de las Naciones Unidas para el Derecho Mercantil Internacional recomendó la adopción del trabajo realizado en este campo especializado por la CNUDMI.[10]
- 2005
  - Resolución 60/7: designó el Día Internacional de Conmemoración del Holocausto[11]
- 2006
  - Resolución 60/285: La situación en los territorios ocupados de Azerbaiyán.
  - Resolución 61/106: Adoptó la Convención sobre los Derechos de las Personas con Discapacidad[12]
- 2007
  - Resolución 61/295: Establece la Declaración sobre los Derechos de los Pueblos Indígenas.
  - Resolución 61/255: Condenó sin reservas cualquier negación del Holocausto[13]
  - Resolución 62/149: Pidió una moratoria universal sobre la pena capital con miras a su abolición total y, mientras tanto, el respeto de los derechos de los condenados a muerte. Pide a los Estados que han abolido la pena de muerte que no la reintroduzcan.
  - Resolución 62/167: Expresó seria preocupación por los derechos humanos en Corea del Norte.[14]
- 2008
  - Resolución 62/63: Responsabilidad penal de funcionarios y expertos de la ONU en misión.
  - Resolución 62/128, Las cooperativas en el desarrollo social, adoptada tras recordar las siguientes resoluciones anteriores sobre el mismo tema: resoluciones 47/90, de 16 de diciembre de 1992, 49/155, de 23 de diciembre de 1994, 51/58, de 12 de diciembre de 1996, 54/123 de 17 de diciembre de 1999, 56/114 de 19 de diciembre de 2001, 58/131 de 22 de diciembre de 2003 y 60/132 de 16 de diciembre de 2005.[15]
  - Resolución 62/243: La situación en Nagorno-Karabaj.
- 2012
  - Resolución 67/19: Reconocimiento del Estado de Palestina como Estado observador no miembro.
- 2014
  - Resolución 68/262: Integridad territorial de Ucrania.
- 2015
  - Resolución 69/292 - Desarrollo de un instrumento internacional jurídicamente vinculante en el marco de la Convención de las Naciones Unidas sobre el Derecho del Mar sobre la conservación y utilización sostenible de la diversidad biológica marina de áreas fuera de la jurisdicción nacional.[16]
  - Resolución 70/1 - Transformar nuestro mundo: la Agenda 2030 para el Desarrollo Sostenible[17]
- 2017
  - Resolución ES-10/19: Estatuto de Jerusalén
- 2018
  - Resolución 72/191 "Situación de los derechos humanos en la República Árabe Siria"
  - Resolución 73/5: Palestina recibe mayores privilegios en el trabajo y las sesiones de la Asamblea General cuando asuma la presidencia del Grupo de los 77 en 2019.[18]
  - Resolución ES-10/20 "Acciones ilegales israelíes en Jerusalén Oriental ocupada y el resto del territorio palestino ocupado" y "Protección de la población civil palestina"
- 2022
  - Resolución ES-11/1: Agresión contra Ucrania.
  - Resolución ES-11/2: Consecuencias humanitarias de la agresión contra Ucrania.
  - Resolución ES-11/3: Suspensión de los derechos de la Federación de Rusia como miembro del Consejo de Derechos Humanos.
  - Resolución 76/262: Mandato permanente para un debate en la Asamblea General cuando se emite un veto en el Consejo de Seguridad.[19]
  - Resolución ES-11/4: Integridad territorial de Ucrania: defensa de los principios de la Carta de las Naciones Unidas.
  - Resolución ES-11/5: Promoción de recursos y reparaciones por agresión contra Ucrania.
- 2023
  - Resolución ES-11/6: Principios de la Carta de las Naciones Unidas que sustentan una paz integral, justa y duradera en Ucrania.
  - Resolución ES-10/L.25: Acciones ilegales israelíes en la Jerusalén Oriental ocupada y el resto del territorio palestino ocupado.